# Haementeria
Haementeria — рід п'явок з підродини Haementeriinae родини Пласкі п'явки ряду Хоботні п'явки (Rhynchobdellida). Має 10 видів. Низка її представників є одними з найбільших п'явок у світі.

## Опис
Загальна довжина представників цього роду коливається від 5 до 47,5 см, завширшки від 6 до 10 см. 1 пара очей. Мають доволі довгий хобіток. Слинні залози розташовано компактно. Тіло широке ланцетоподібне сплощене. Воно вкрито сосочками, які в різних видів можуть бути доволі помітними або вкрай маленькими. Види цього роду також різняться між собою стосовно розділеності або ні кілець на спині. Наділені великою передньою і невеличкою задньою присосками. У цих п'явок розвинені органи Ланга. В наявності сферичні бактеріоми. Яєчники утворюють переднє кільце навколо шлункового нерву. Присутності 2 пари сфероїдних міцетомів.
Забарвлення переважно коричневе або чорне. На спині можуть бути присутні контрастні малюнки, що складаються з цяток або ліній.

## Спосіб життя
Воліють до водно-болотних місцин. Тримаються прибережних ділянок, ховаються під камінням або серед рослин. Ектопаразити. Нападають із засідки. Живляться кров'ю земноводних (переважно безхвостих), нападають на кайманів, анаконд, капібар та свійську худобу. Сприяють їх травленню бактерії-ендосимбіонти, що присутні в парі кулястих утворень, що поєднані зі стравоходом тонкими трубочками.
Це доволі турботливі батьки. Кокони прикріплюються до черева батьків. Після народження утворюють своєрідний мішечок на череві, де ховаються народженні п'явчата. Після того як вони стають здатні живитися кров'ю, вони залишають самицю, після насичення повертаються до «мішечка».

## Користь
Від низки видів вчені отримують антикоагулянти — гілантен, лефаксин, герментін і теростатин, що використовують для лікування серцево-судинних захворювань людини, фермент металопроетаза у Haementeria depressa, який використовується для фібриногенолітичного очищеного гементерину. З цих п'явок виокремлено фібрин-стабілізуючі інгібітори: тридегін, адгезії тромбоцитів, а також ферменти, що розчиняють фібриноген, гементін і гемерін. 
Види Haementeria officinalis і Haementeria lutzi ефективно використовують для лікування хвороби сурра (викликаної трипаносомою).

## Розповсюдження
Поширені в Південній Америці, частково в Центральній Америці, Мексиці.

## Види
- Haementeria acuecueyetzin
- Haementeria brasilensis
- Haementeria depressa
- Haementeria ghilianii
- Haementeria lopezi
- Haementeria lutzi
- Haementeria molesta
- Haementeria officinalis
- Haementeria paraguayensis
- Haementeria tuberculifera